# 海伊漢姆斯公園
海伊漢姆斯公園（Highams Park）是英格蘭倫敦的一個地區，屬於瓦爾珊森林倫敦自治市，位於查令十字東北8.7英里（14公里）處。傳統上海伊姆漢斯是沃爾瑟姆斯托的一部分。